# Spitalkirche zum Heiligen Geist (Gunzenhausen)

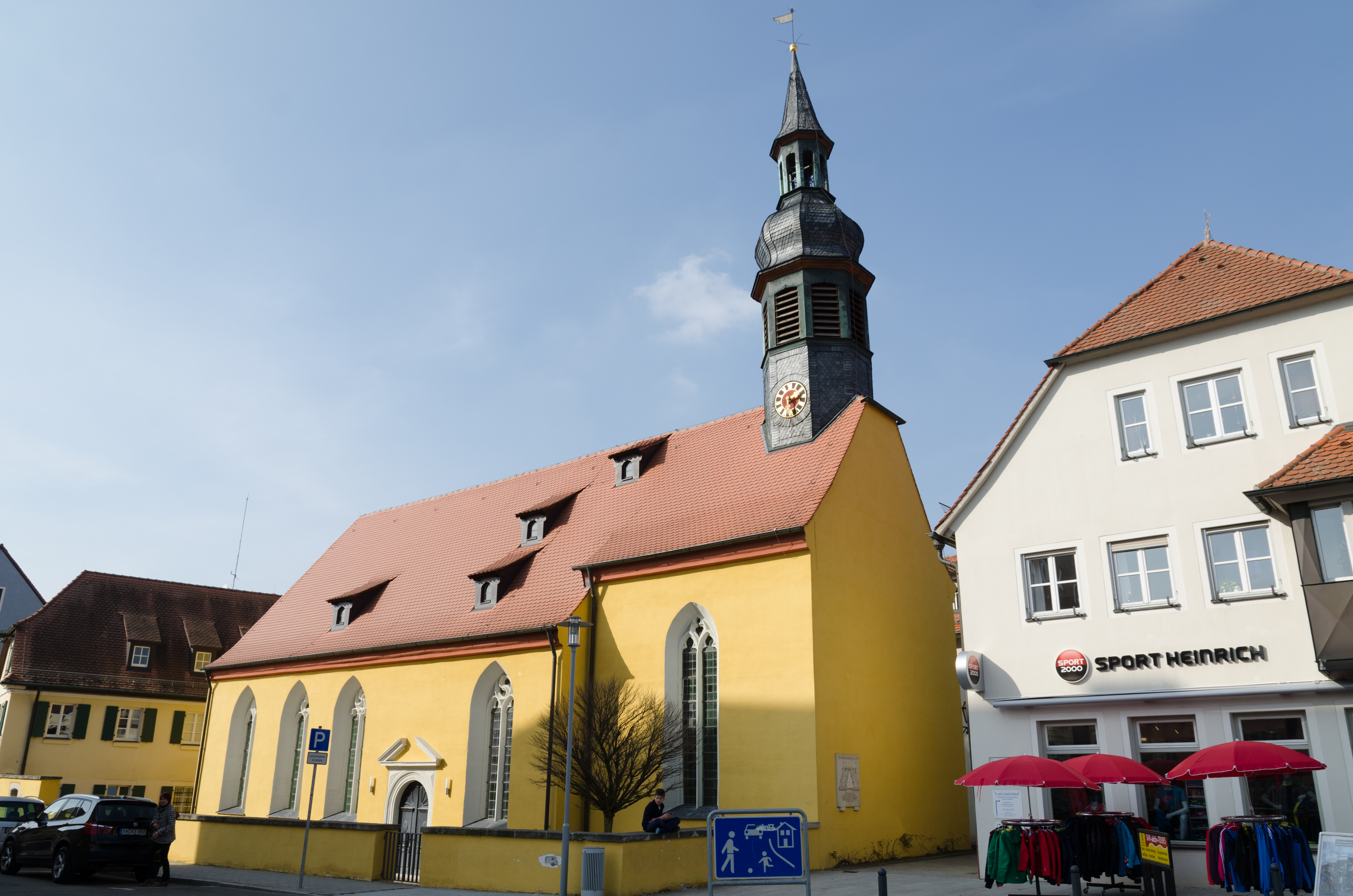
Spitalkirche zum Heiligen Geist (Gunzenhausen), Bild aufgenommen 2013

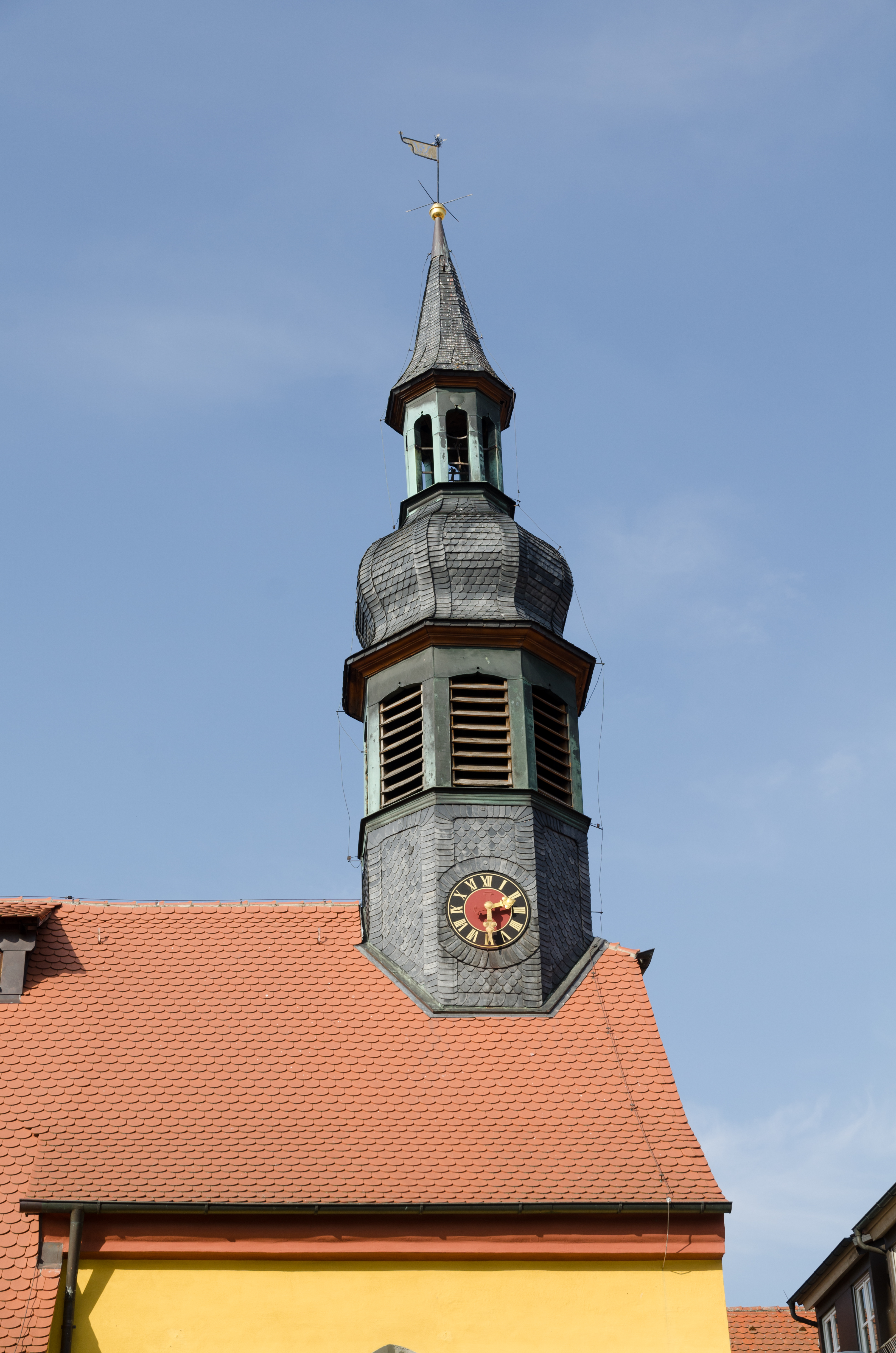
Blick auf den Kirchturm

Die evangelische, denkmalgeschützte Spitalkirche zum Heiligen Geist steht in Gunzenhausen, einer bayerischen Stadt im mittelfränkischen Landkreis Weißenburg-Gunzenhausen. Das Bauwerk ist unter der Denkmalnummer D-5-77-136-109 als Baudenkmal in der Bayerischen Denkmalliste eingetragen. Die mittelalterlichen untertägigen Bestandteile der Kirche sind zusätzlich als Bodendenkmal (Nummer: D-5-6830-0142) eingetragen. Die Kirche gehört zur Gunzenhäuser Kirchengemeinde St. Mariä Virginis im Dekanat Gunzenhausen im Kirchenkreis Ansbach-Würzburg der Evangelisch-Lutherischen Kirche in Bayern. Die Kirche mit der postalischen Adresse Spitalstraße 8 liegt an einer Kreuzung in der Altstadt Gunzenhausens unweit des Marktplatzes umgeben von weiteren denkmalgeschützten Bauwerken auf einer Höhe von 415 m ü. NHN. Zu römischer Zeit stand an dieser Stelle ein Wachposten des obergermanisch-raetischen Limes.

## Beschreibung
Die Kirche wurde 1352 im Zusammenhang mit der Hospitalstiftung von Burkard von Seckendorff-Jochsberg errichtet, 1353 geweiht und 1611 nachgotisch erneuert. Die mittelalterliche Kirche brannte im Dreißigjährigen Krieg ab. Sie wurde 1701 im barocken Stil wieder aufgebaut. Die Saalkirche besteht aus einem Langhaus aus fünf Jochen und einem eingezogenen Chor im Osten, aus dessen Satteldach sich ein achteckiger, schiefergedeckter Dachreiter mit Kuppelhaube und Laterne erhebt. Er beherbergt die Turmuhr und den Glockenstuhl und ist mit einer Welschen Haube bedeckt. Das Portal auf der Südseite des Langhauses ist mit einem Sprenggiebel bedeckt. 
Der Stuck der Decken im Innenraum des Langhauses und des Chors ist mit Akanthus verziert. Außerdem ist dort das Wappen derer von Seckendorff zu sehen. Zur Kirchenausstattung gehören ein Hochaltar und die Kanzel.